# Jucika
Jucika（ハンガリー語: [ˈju.tsi.kɒ] ユツィカ）は、社会主義国ハンガリーの風刺新聞『ルーダシュ・マティ』に1959年1月15日から1970年9月10日まで連載され、2019年11月に4chanで再発見されたコミック・ストリップおよび同名の女性キャラクター。
作者は元ハンガリー国鉄のグラフィックデザイナーで漫画家のプスタイ・パール。同作は社会主義時代のハンガリーにおけるポップカルチャーの象徴的存在になっている。

## 概要
主人公のJucikaは性的に解放されたコミカルかつエロティックな女性として描かれており、多くの場合ヌードや露出した服装で登場した。これはプスタイの遊び心やユーモア精神および20世紀半ばのハンガリーの文化的解放の影響が大きい。
作品は主に社会主義時代のハンガリーで唯一ユーモアや冗談が載った風刺新聞『ルーダシュ・マティ』で流通したが、単行本などに関する書誌情報は殆どない。また作者の急逝により作品は未完のまま1970年に絶筆となった。
その後、他の風刺的なアダルト作品が『ルーダシュ・マティ』誌で公開されたため、Jucikaの存在は忘れ去られ、ほとんど顧みられなくなった。
しかし、プスタイ生誕100周年目の2019年11月中旬に4chanで突如人気が高まり、それがTumblrとTwitterに飛び火して多数のファンアートが投稿されるなど全世界で再発見的な話題となり、ひとつのインターネット・ミームとなった。
ハンガリーの文学評論家コツォグ・アーコシュ（Koczogh Ákos）は「彼女の姿は魅力的であり、非常に人間の感情や現象を表現している」と語った。

## 登場人物
Jucika（ユツィカ）
本作のヒロインで主人公。ハンガリー出身の成人女性で黒髪ショートヘアのぽっちゃり美人。ファッションへのこだわりが強く、服装は毎回変わっている。童顔だが妖艶な魅力があり、小悪魔的な色気で男性を誘惑するがセクハラには容赦しない。明るく陽気な性格だが、そそっかしくおっちょこちょいな面もある。職業は一定でなく事務員、看護師、メイド、スチュワーデス、家政婦、清掃業、教師、工員、ペンキ屋、電話交換手、タイピスト、歌手、記者、マジシャン、専業主婦、宇宙飛行士、ストリップダンサーなど様々な職を転々としており、パートナーの男性も一定ではない。